# Walter Huybrechts
Walter Huybrechts (* 10. Februar 1951 in Antwerpen) ist ein ehemaliger belgischer Radrennfahrer und nationaler Meister im Radsport.

## Sportliche Laufbahn
Huybrechts war Bahnradsportler. 1973 gewann er als Amateur mit Alex Van Linden, Léon Daelemans und Herman Van Gansen die nationale Meisterschaft in der Mannschaftsverfolgung. 1974 fuhr er mit Herman Van Gansen, Hugo Van Gastel und Roger De Beukelaer zum Titel. Als er die Meisterschaft 1979 erneut gewann, waren Rudi Vanderveken, Guido Van Meel und  Etienne Ilegems seine Partner. 1975 wurde er Dritter der Meisterschaft im Dernyrennen.